# Rain and Tears (single)
Rain and Tears is een single van Aphrodite's Child. Het is afkomstig van hun album End of the World. De muziek is van Vangelis met een tekst van de Britse tekstschrijver Boris Bergman. Het nummer is opgenomen in de Philips Studio in Parijs met Pierre Seberro achter de tafel. Rain and Tears is gebaseerd op Canon in D van de 17e-eeuwse componist Johann Pachelbel.  In die dagen (1968) was het populair klassieke muziek om te schrijven naar popmuziek. Denk daarbij bijvoorbeeld aan Ekseption en de populariteit van Procol Harums A whiter shade of pale. Rain and Tears werd in Europa een groot succes.
Rain and Tears gaat over liefdesverdriet, regen en tranen bestaan uit hetzelfde materiaal. Tijdens een regenbui kan dus niemand zien of je echt huilt; als de zon schijnt moet je iets anders verzinnen. Tijdens een regenbui is het allemaal hetzelfde, want er schijnt toch nooit meer een zon in mijn hart. Tijdens het nummer is te horen hoe Vangelis dwarsfluit speelt, de celloklanken zijn ontlokt aan de mellotron.
B-kant was Don’t Try to Catch a River.
In 1987 zong Demis Roussos het nummer opnieuw de Nederlandse hitlijsten in. B-kant was toen I Want to Live.
De liedjes There's a Key and Christmas Time van 2 Brothers on the 4th Floor zijn vrije covers van Rain and tears.

## Lijsten

### Nederlandse Top 40
| Hitnotering: week 33/1968 t/m 46/1968 | Hitnotering: week 33/1968 t/m 46/1968 | Hitnotering: week 33/1968 t/m 46/1968 | Hitnotering: week 33/1968 t/m 46/1968 | Hitnotering: week 33/1968 t/m 46/1968 | Hitnotering: week 33/1968 t/m 46/1968 | Hitnotering: week 33/1968 t/m 46/1968 | Hitnotering: week 33/1968 t/m 46/1968 | Hitnotering: week 33/1968 t/m 46/1968 | Hitnotering: week 33/1968 t/m 46/1968 | Hitnotering: week 33/1968 t/m 46/1968 | Hitnotering: week 33/1968 t/m 46/1968 | Hitnotering: week 33/1968 t/m 46/1968 | Hitnotering: week 33/1968 t/m 46/1968 | Hitnotering: week 33/1968 t/m 46/1968 | Hitnotering: week 33/1968 t/m 46/1968 |
| Week:                                 | 1                                     | 2                                     | 3                                     | 4                                     | 5                                     | 6                                     | 7                                     | 8                                     | 9                                     | 10                                    | 11                                    | 12                                    | 13                                    | 14                                    |                                       |
| ------------------------------------- | ------------------------------------- | ------------------------------------- | ------------------------------------- | ------------------------------------- | ------------------------------------- | ------------------------------------- | ------------------------------------- | ------------------------------------- | ------------------------------------- | ------------------------------------- | ------------------------------------- | ------------------------------------- | ------------------------------------- | ------------------------------------- | ------------------------------------- |
| Positie:                              | 32                                    | 19                                    | 10                                    | 4                                     | 2                                     | 2                                     | 3                                     | 3                                     | 4                                     | 6                                     | 9                                     | 17                                    | 21                                    | 32                                    | uit                                   |

### NederlandseSingle Top 100
Versie Aphrodite’s Child
| Hitnotering: 24-08-1968 t/m 2-11-1968 | Hitnotering: 24-08-1968 t/m 2-11-1968 | Hitnotering: 24-08-1968 t/m 2-11-1968 | Hitnotering: 24-08-1968 t/m 2-11-1968 | Hitnotering: 24-08-1968 t/m 2-11-1968 | Hitnotering: 24-08-1968 t/m 2-11-1968 | Hitnotering: 24-08-1968 t/m 2-11-1968 | Hitnotering: 24-08-1968 t/m 2-11-1968 | Hitnotering: 24-08-1968 t/m 2-11-1968 | Hitnotering: 24-08-1968 t/m 2-11-1968 | Hitnotering: 24-08-1968 t/m 2-11-1968 | Hitnotering: 24-08-1968 t/m 2-11-1968 |
| Week:                                 | 1                                     | 2                                     | 3                                     | 4                                     | 5                                     | 6                                     | 7                                     | 8                                     | 9                                     | 10                                    |                                       |
| ------------------------------------- | ------------------------------------- | ------------------------------------- | ------------------------------------- | ------------------------------------- | ------------------------------------- | ------------------------------------- | ------------------------------------- | ------------------------------------- | ------------------------------------- | ------------------------------------- | ------------------------------------- |
| Positie:                              | 16                                    | 8                                     | 3                                     | 2                                     | 2                                     | 3                                     | 3                                     | 5                                     | 6                                     | 12                                    | uit                                   |

Versie Rousos
| Hitnotering: 13-06-1987 t/m 17-07-1987 | Hitnotering: 13-06-1987 t/m 17-07-1987 | Hitnotering: 13-06-1987 t/m 17-07-1987 | Hitnotering: 13-06-1987 t/m 17-07-1987 | Hitnotering: 13-06-1987 t/m 17-07-1987 | Hitnotering: 13-06-1987 t/m 17-07-1987 | Hitnotering: 13-06-1987 t/m 17-07-1987 |
| Week:                                  | 1                                      | 2                                      | 3                                      | 4                                      | 5                                      |                                        |
| -------------------------------------- | -------------------------------------- | -------------------------------------- | -------------------------------------- | -------------------------------------- | -------------------------------------- | -------------------------------------- |
| Positie:                               | 73                                     | 65                                     | 60                                     | 73                                     | 95                                     | uit                                    |

### Evergreen Top 1000
| Evergreen Top 1000 "Rain And Tears" | Evergreen Top 1000 "Rain And Tears" | Evergreen Top 1000 "Rain And Tears" | Evergreen Top 1000 "Rain And Tears" | Evergreen Top 1000 "Rain And Tears" | Evergreen Top 1000 "Rain And Tears" | Evergreen Top 1000 "Rain And Tears" | Evergreen Top 1000 "Rain And Tears" | Evergreen Top 1000 "Rain And Tears" | Evergreen Top 1000 "Rain And Tears" | Evergreen Top 1000 "Rain And Tears" |      |       |      |      |      |      |
| Jaar                                | 2008                                | 2009                                | 2010                                | 2011                                | 2012                                | 2013                                | 2014                                | 2015                                | 2016                                | 2017                                | 2018 | 20219 | 2020 | 2021 | 2022 | 2023 |
| ----------------------------------- | ----------------------------------- | ----------------------------------- | ----------------------------------- | ----------------------------------- | ----------------------------------- | ----------------------------------- | ----------------------------------- | ----------------------------------- | ----------------------------------- | ----------------------------------- | ---- | ----- | ---- | ---- | ---- | ---- |
| Positie                             | -                                   | -                                   | -                                   | -                                   | 67                                  | 461                                 | 320                                 | 112                                 | 155                                 | 267                                 | 261  | 360   | 404  | 262  | 403  | 388  |

### NPO Radio 2 Top 2000
| Nummer met noteringen in de NPO Radio 2 Top 2000 | '99 | '00 | '01 | '02 | '03 | '04 | '05 | '06 | '07 | '08 | '09 | '10 | '11 | '12  | '13  |
| ------------------------------------------------ | --- | --- | --- | --- | --- | --- | --- | --- | --- | --- | --- | --- | --- | ---- | ---- |
| Rain and Tears                                   | 489 | 278 | 253 | 264 | 399 | 290 | 337 | 428 | 280 | 333 | 700 | 466 | 743 | 1242 | 1655 |

1. ↑  Een vetgedrukt getal geeft de hoogste notering aan.
2. ↑  Deze tabel is bijgewerkt tot en met de laatste editie (2024).